# زقاق السراي
زقاق السراي، المعروف أيضًا باسم شارع السراي (شارع المتنبي هو شارعٌ قديمٌ في بغداد، العراق، مجاورٌ لشارع المتنبي. يشتهر الشارع باحتضانه العديد من المباني الإدارية العثمانية، والمواقع الثقافية والتاريخية.
أٌدرجت المنطقة ومبانيها المتنوعة ضمن قائمة اليونسكو للتراث العالمي كمثال على التراث الثقافي المتنوع والغني لبغداد.

## الخلفية التاريخية
تاريخيًا، كانت المنطقة جزءًا من الموقع الذي أنشأ فيه المملوك الجورجي حسن باشا مجمعه الإداري. وإلى جانب الحفاظ على مسجد السراي القديم في المنطقة، أُطلق على المنطقة لقب "حسن باشا الجديد " تكريمًا له. وكان شارع السراي أيضًا موقعًا للعديد من المدارس الدينية، من بينها مدرسة الحقوق، إحدى أقدم المدارس الحديثة في العراق التي أسسها ناظم باشا عام 1908 خلال العهد العثماني.
استمر النشاط في المنطقة حتى بعد سقوط الإمبراطورية العثمانية. خلال ثمانينيات وتسعينيات القرن الماضي، اهتم مسؤولون عراقيون بالشارع سعيًا إلى مواءمة التراث الثقافي الذي سكن مناطق زقاق السراي مع التراث الثقافي. ونتيجةً لذلك، بعد حرب الخليج، أطلقت دائرة الآثار مشروعًا للحفاظ على المناطق القديمة في بغداد، بما فيها زقاق السراي، في أواخر عام 2001. لكنه توقف في عام 2003 بسبب الغزو الأمريكي للعراق.
خلال عام ٢٠٢٤، شهد شارع السراي مشروع إعادة تأهيل بإشراف أمانة بغداد. يهدف المشروع إلى ترميم العديد من المباني القديمة والتاريخية في المنطقة، وإبراز الثقافة التاريخية والغنية للعراق، وجذب السياح إلى المنطقة. أصبح الشارع مركزًا لمهرجان يوم بغداد الذي بدأ في ١٠ نوفمبر ٢٠٢٤. تضمن المهرجان عرضًا للتراث البغدادي والعمارة والثقافة.

## المباني التاريخية في السراي

### سوق السراي
أمام الشارع يقع سوق السراي، وهو سوق أثري يُقال إنه يعود إلى العصر العباسي. يقع السوق أمام مجمع القشلة. وقد اكتسب السوق اسمه الحالي من الدولة العثمانية نظرًا لإنشاء مباني السراي الإدارية.

### مجمع مباني السراي

#### مجمع القشلة
أحد أهم الأماكن في الشارع هو مجمع القشلة الذي كان قاعدة عسكرية عثمانية ومؤسسة حكومية وكان، وفقًا لبعض المؤرخين العراقيين، جزءًا من أسوار بغداد القديمة. وضع نامق باشا بناء المجمع في أوائل ستينيات القرن التاسع عشر وأكمله مدحت باشا عام 1868 ثم أنشأ برج ساعة القشلة حتى يتمكن من إنذار القوات العسكرية العثمانية في الصباح لأوقات التدريب. أصبح برج الساعة معروفًا على الفور بين مواطني بغداد، على الرغم من أن الساعة نفسها تبرع بها الملك جورج الخامس للحكومة العراقية في وقت لاحق بكثير. ظل المجمع قيد الاستخدام حتى في جميع أنحاء السيطرة البريطانية على العراق، وكانت بوابته الرئيسية هي التي تواجه سوق السراي.

#### بوابة السراي

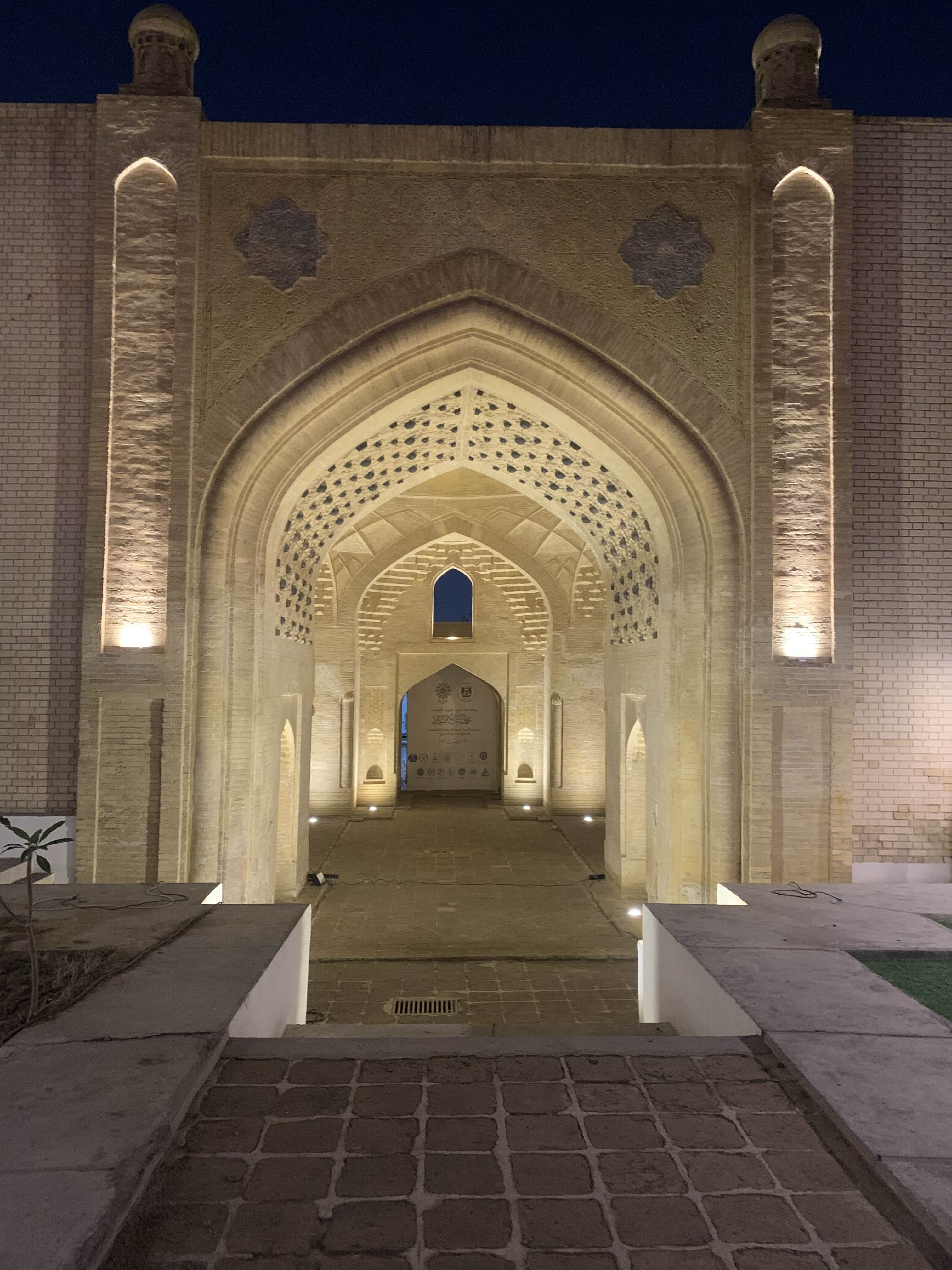
بوابة السراي تقع على يمين مجمع القشلة المقابل

تقع بوابة بجوار مجمع القشلة في الشارع. تحتوي هذه البوابة على نموذج للعمارة العباسية السائدة والتي يمكن العثور عليها أيضًا في، على سبيل المثال لا الحصر، بوابات ومباني المدرسة المستنصرية ومسجد مرجان. تتكون البوابة من عدة إيوانات وقبة تعلوها لتوفير الإضاءة للمبنى. يتكون الطوب الذي بُنيت منه البوابة أيضًا من زخارف ومعالجة بالطوب لإنشاء أشكال هندسية كانت جانبًا تقليديًا من العمارة العباسية.

#### دار الوالي
خلال القرن السادس عشر، بنى العثمانيون منزلًا أصبح المقر الرئيسي لباشوات بغداد الحاكمين وأتباعهم. يُعرف المنزل بأنه منزل تراثي، إذ يجمع بين العمارة العربية والعمارة البريطانية. تتوسط المبنى حديقة تحيط بها أروقة ذات أعمدة خشبية تطل عليها. وفوق القاعات الرئيسية للمبنى قبتان صغيرتان.

### مسجد السراي
مقابل بوابة السراي يقع مسجد السراي، المعروف أيضًا باسم مسجد الملك غازي أو مسجد حسن باشا الجديد. يُعتقد أن المسجد يعود تاريخه إلى ما قبل الدولة العثمانية، ولكن أعيد بناؤه بشكله الحالي في عهد السلطان سليمان القانوني.

### المؤسسات التعليمية
اشتهر الشارع بوجود العديد من المدارس والمؤسسات التعليمية، منها مدرسة بيت الحكمة، المعروفة أيضًا بمدرسة الصنايع، والتي بناها مدحت باشا في موقع مدرسة العالية.

### بيت ريجينا باشا
يقع منزل ريجينا باشا، سيدة الأعمال اليهودية العراقية الشهيرة، في هذا الشارع. كان المنزل ديوانية خاصة لعدد من المسؤولين العراقيين، وكازينو يُقام فيه القمار، وطاولات النبيذ، والفنون. أنشأ ريجينا باشا المنزل واستخدمه لكسب النفوذ والثروة في المجتمع العراقي.

### الأعمال المذكورة
- Shouqi، Abd al-Emir (2008). A Day in Baghdad (ط. 1st). The Arabic Foundation for Studies. ISBN:9789953362113. OCLC:1158805043.